# Gabriele Piampiani
Gabriele Piampiani (Montopoli in Val d'Arno, 26 marzo 1948) è un ex calciatore italiano, di ruolo terzino.

## Carriera
Nato a Marti, frazione di Montopoli in Val d'Arno, esordisce nel 1965 nell'Empoli nella Serie C 1965-1966, ottenendo l'ottavo posto del girone B.
La stagione seguente si trasferisce in Serie A per giocare con il Lanerossi Vicenza. Il suo esordio è datato 8 gennaio 1967, nella sconfitta esterna dei berici per 2-0 contro il Cagliari. Nelle tre stagioni disputate in massima serie con la squadra veneta gioca 29 incontri, ottenendo tre salvezze consecutive.
Nel 1969 passa al Genoa, in Serie B. Con il club ligure esordisce il 14 settembre dello stesso anno nella sconfitta esterna per 1-0 contro la Ternana. Con i rossoblù retrocede in terza serie a causa dell'ultimo posto nella stagione cadetta 1969-1970.
Nel 1970 passa al Brescia, club con cui non gioca alcun incontro ufficiale. La stagione seguente torna inizialmente a Vicenza, per poi trasferirsi nel novembre del 1971 al Monza militante nella Serie B 1971-1972. Con i brianzoli chiude la stagione al diciassettesimo posto, ottenendo la permanenza di categoria.